# مفارقة المنافسة
مفارقة المنافسة في الاقتصاد تسمي نموذجًا لحالة تؤدي فيها التدابير، التي تقدم ميزة تنافسية إلى كيان اقتصادي فردي، إلى إلغاء الميزة إذا تصرف جميع المنافسين الآخرين بنفس الطريقة. في بعض الحالات، تكون الحالة النهائية أسوأ بالنسبة للجميع مقارنة بالحالة الأساسية.
يميز ستوتزل ثلاث فئات من مفارقات المنافسة:
- مفارقات المدار
- مفارقات كلاسيكية
- مفارقات ماركس

## أمثلة
- الإعلان: يفترض أن يكون الطلب الإجمالي على المنظفات ثابتًا. من خلال الإعلانات، يمكن لأحد المنتجين توسيع حصته في السوق على حساب منافسيه. ولكن إذا قام جميع منتجي المنظفات بنفس الخطوة، فإن مصاريف الإعلان الخاصة بهم سترتفع دون زيادة المبيعات، وبالتالي تتراجع أرباحهم.
- ساعات العمل: إذا سمح المشرع بزيادة دوام العمل ساعتين وطبّق أحد المتاجر هذا القرار، فسيحقق مبيعات أعلى على الرغم من زيادة الأجور التي يتعين عليه دفعها، وبالتالي سيحقق أرباحًا أكبر. لكن إذا طبقت جميع المحلات ساعات عمل أطول، سيتمكن العملاء من التسوق لكن ستتقاسم جميع المتاجر نتائج هذا النشاط، وبالتالي لن يحقق أي منهم أي فائدة.
- سياسة الأجور: بالنسبة لكل دولة على حدة، يمكن للدولة تحسين قدرتها التنافسية السعرية مقارنة بالدول الأخرى من خلال تقييد سياسة الأجور، لكن من هذا لا يعني أن جميع البلدان يمكنها تحسين قدرتها التنافسية عندما تطبق سياسة الأجور المقيدة في نفس الوقت.[2]
- ميزان المدفوعات: تحقق دولٌ فائضًا في ميزان المدفوعات بينما تواجه دول أخرى عجزًا فيه، لكن لا يمكن لجميع الدول تحسين رصيدهم في نفس الوقت. إذا خفضت جميع الدوال المبالغ التي تنفقها على الواردات في نفس الوقت، ستواجه جميع الدول انخفاضًا في صادراتها، وبالتالي لن تتمكن من تحسين وضعية ميزان المدفوعات لديها.[3]
- تخفيض قيمة العملة: يمكن لدولة تخفيض قيمة عملتها بشكل منفرد لتحقيق ميزة تنافسية سعرية لسلعها عند التصدير، فتصبح صادراتها أرخص من السلع المنافسة للبلدان الأخرى،[4] لكن إذا خفضت جميع الدول قيمة عملاتها في نفس الوقت ما يضع العالم أما خطر متزايد لاندلاع حروب عملة، فتدخل الدول في دوامة من انخفاض قيم علاتها دون أن يحقق أحد النتيجة المرجوة من خطوته الأولى.

## الحكم الجزئي والحكم العالمي وتأثير القيادة والتأخّر
يحلل ولفغانغ ستوتزل مفارقات المنافسة باستخدام مفهوم ميكانيكا الموازنة فيحدد ما هو صالح للكيانات الاقتصادية الفردية أو مجموعات الكيانات (الحكم الجزئي)، وما هو صالح لمجموع الكيانات الاقتصادية (الحكم العالمي).
فيما يتعلق بالسعي وراء تحقيق فائض بالتصدير، فإنه يميز على النحو التالي:
- حكم جزئي: يمكن لكل دولة تحقيق فائض بالتصدير من خلال زيادة صادراتها. كما يمكن لكل دولة تحقيق فائض بالتصدير من خلال خفض وارداتها.
- الجملة العالمية: مجموع الصادرات دائمًا ما يساوي مجموع الاستيراد.

في الفحص الشامل للاقتصاد، غالبًا ما تظهر الفائدة التي تريد الاقتصادات الفردية تحقيقها على أنها تسمى تأثير القيادة مقابل تأثير تأخر لا مفر منه سيواجهه الآخرون. عندما يتم التغاضي عن آثار التأخر، لا تنشأ مفارقة للمنافسة. فقط لأن العرض الفردي والطلب الفردي أكثر مرونة من العرض الكلي والطلب الكلي، يمكن أن تحدث مفارقة المنافسة الكلاسيكية.